# 大谷暢顯
大谷 暢顯（おおたに ちょうけん、1930年3月27日 - ）は、浄土真宗の僧である。法名は「淨如」。真宗大谷派第25代門首。元全日本仏教会会長。上皇明仁の従兄弟に当たる。兄は大谷光紹、大谷暢順、弟は大谷光道。

## 経歴
- 第二十四代法主（のちに門首）・大谷光暢（闡如）の三男として誕生。母は香淳皇后の妹・智子。桃山農学校を卒業後、大谷高等学校に編入。その後、京都大学農学部で聴講生として学ぶ。
- 1966年（昭和41年）、得度する。院号を「慈心院」、法名を「闡淨」と名告る。

1969年（昭和44年）、開申事件により、大谷家と真宗大谷派内局との確執が表面化し「お東騒動」と呼ばれる内部紛争が始まる。暢顯は法主継承権第五位の連枝であったが、品川区西五反田のエレクトロニクス会社の技術部に勤務していた。そのため、「お東騒動」には巻き込まれていない。
- 1985年、本山に帰り鍵役として法務に専念する[3]。

1987年（昭和62年）、内局は、宗教法人「本願寺」を法的に解散し、宗教法人「真宗大谷派」に一体化する（宗本一体化）。「本願寺」（通称「東本願寺」）の正式名称は、「真宗本廟」（しんしゅうほんびょう）となる。
1993年（平成5年）4月13日、父・光暢（闡如）示寂。
お東騒動による、門首継承問題は「お東騒動#真宗大谷派の門首」を参照。
- 1996年（平成8年）7月31日、先門首[4] 光暢の後継という形で真宗大谷派第二十五代門首を継承[5] し、法名を「淨如」と名告る。同年11月21日、門首継承式が行われる。
- 2006年（平成18年）11月21日、真宗本廟・阿弥陀堂にて、門首就任十周年記念式が行われる。
- 2011年（平成23年）3月～5月・11月21～28日、宗祖親鸞聖人七百五十回御遠忌（しちひゃくごじっかいごえんき）厳修。

暢顯には子供がいないため、門首就任以来長らく新門が未定であったが、2014年4月、いとこ（光暢の弟・暢慶の息子）で当時ブラジル在住の大谷暢裕鍵役兼開教司教が、次期門首に就任するよう里雄康意宗務総長から要請を受け、これを承諾した。2020年（令和2年）6月30日、門首を退任。